# Douai
Douai là một xã trong vùng Hauts-de-France, thuộc tỉnh Nord, quận Douai, chef-lieu của 8 tổng. Tọa độ địa lý của xã là 50° 22' vĩ độ bắc, 03° 04' kinh độ đông. Douai nằm trên độ cao trung bình là 24 mét trên mực nước biển, có điểm thấp nhất là 16 mét và điểm cao nhất là 38 mét. Xã có diện tích 16,88 km², dân số vào thời điểm 1999 là 42.796 người; mật độ dân số là 2535 người/km².

## Thông tin nhân khẩu
| 1936   | 1946   | 1954   | 1962   | 1968   | 1975   | 1982   | 1990   | 1999   |
| ------ | ------ | ------ | ------ | ------ | ------ | ------ | ------ | ------ |
| 42 021 | 37 258 | 43 380 | 47 639 | 49 187 | 45 239 | 42 576 | 42 175 | 42 796 |

## Các thành phố kết nghĩa
- Recklinghausen, Đức
- Puławy, Ba Lan

## Nhân vật nổi tiếng
- Jehan Bellegambe (khoản 1450-1535), họa sĩ
- Giovanni Bologna nhà điêu khắc
- Charles Alexandre de Calonne (1734-1802), chính trị gia
- Marceline Desbordes-Valmore (1786-1859), nhà thơ nữ
- Henri-Joseph Dulaurens (1719-1797), nhà văn và triết gia
- Antoine Legrand (1629-1699), tu sĩ, nhà truyền đạo, triết gia và nhà thần học